# وريد فرجي ظاهري
الأوردة الفرجية الظاهرية (السطحية والعميقة) هي أوردة توجد في الحوض تنتهي في الوريد الصافن الكبير.

## صور إضافية

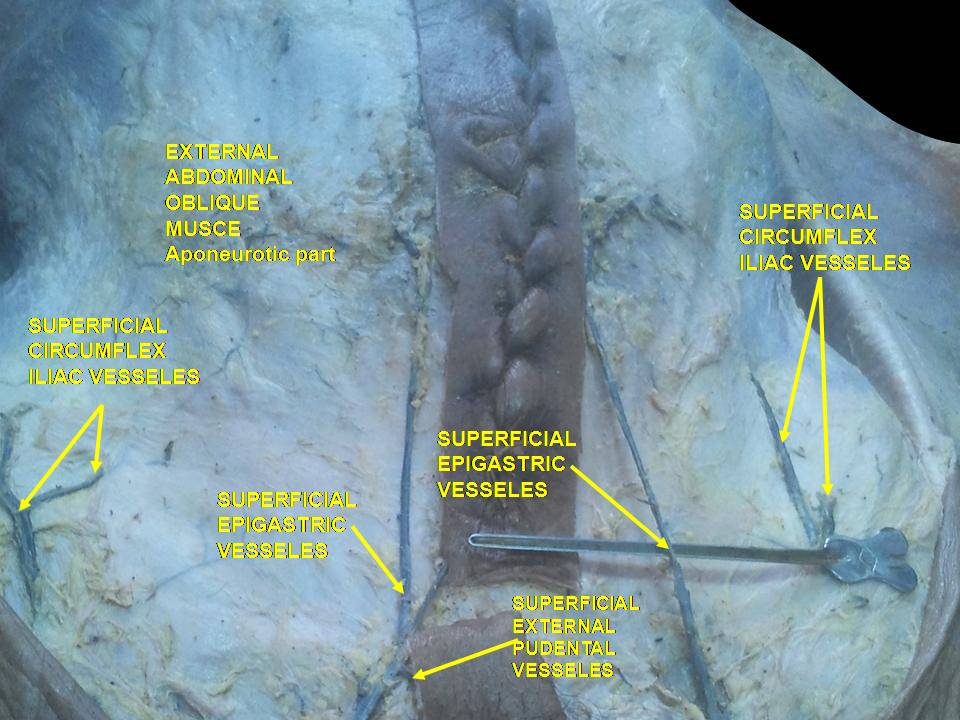
منظر أمامي لتشريح سطحي للبطن.
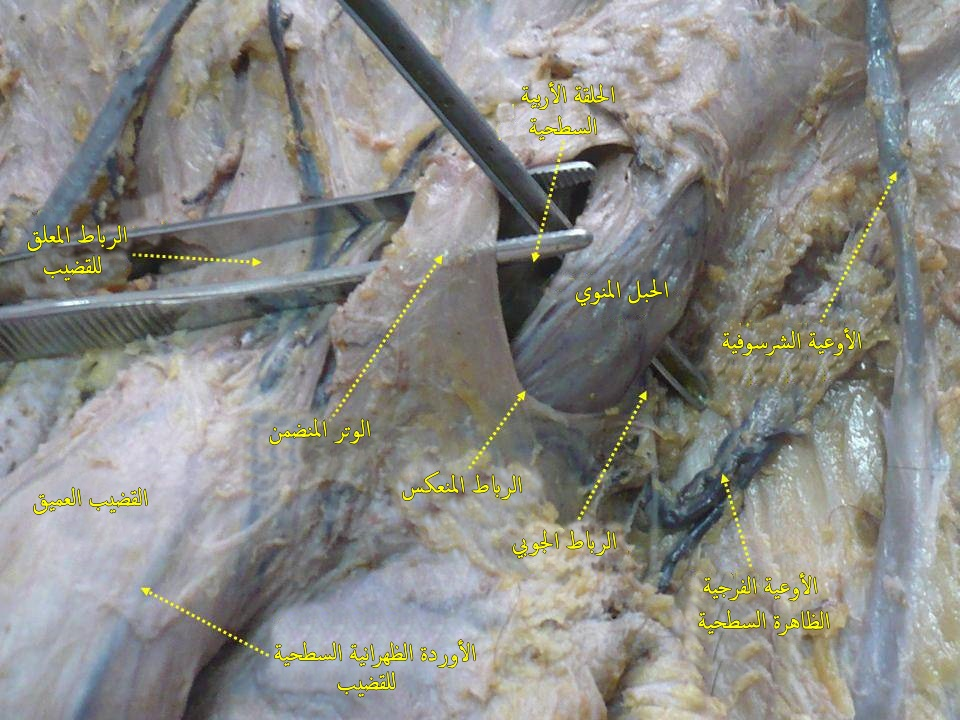
منظر أمامي لتشريح متوسط العمق للبطن.
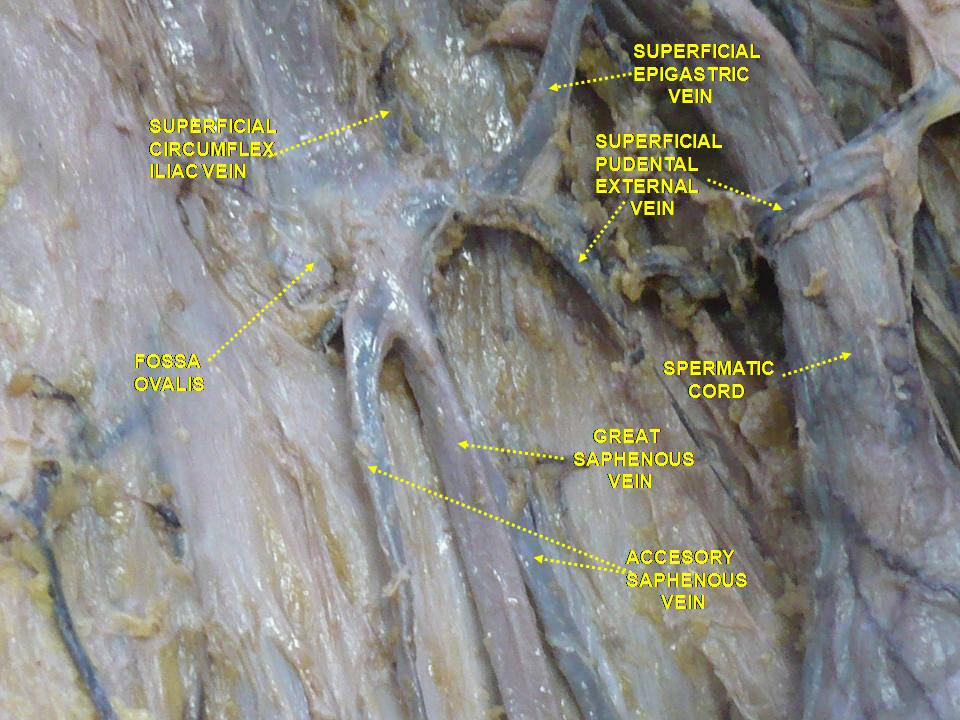
منظر أمامي لتشريح سطحي لطرف سفلي تظهر فيه الأوردة.